# Kell Areskoug
Johan (Kell) Kellgren Areskoug, född 18 augusti 1906 i Jönköping, död 21 december 1996 i Örebro, var en svensk friidrottare (400 m häck). Han tävlade för Örgryte IS.
Areskoug vann SM-guld på 400 meter häck åren 1931, 1933 samt 1935 till 1939. Han deltog vid OS i Los Angeles 1932 och kom där sexa på 400 meter häck. Vid EM i Paris 1938 tog han bronsmedalj i grenen. Han utsågs 1933 till Stor Grabb nummer 76.
Areskoug var till yrket gymnastikdirektör och sjukgymnast enligt "Kellgrens manuella metod".
Areskoug var son till sjukgymnasterna John Magnus Areskoug (1874–1962) och Carolina Kellgren (1879–1930), därmed dotterson till Henrik Kellgren och bror till Stig Areskoug. Kusin till överste Carl Areskoug, ingenjör & kapten Sigvard Areskoug och överste Gunnar Areskoug samt syssling till Inga Tidblad. 
Kell Areskoug är begravd på Västra kyrkogården i Göteborg.